# Cléry-Saint-André
 Cléry-Saint-André  es una población y comuna francesa, situada en la región de Centro, departamento de Loiret, en el distrito de Orleans y cantón de Cléry-Saint-André.

## Demografía
| 1829 | 1854 | 2019 | 2232 | 2506 | 2718 |
| Para los censos de 1962 a 1999 la población legal corresponde a la población sin duplicidades (Fuente: INSEE [Consultar]) |      |      |      |      |      |